# A gyanú árnyékában (film, 2019)
A gyanú árnyékában (eredeti cím: Above Suspicion) 2019-ben bemutatott amerikai bűnügyi filmthriller, amelyet Chris Gerolmo forgatókönyvéből Phillip Noyce rendezett Joe Sharkey azonos című, Susan Smith meggyilkolása körül forgó nem fikciós könyve alapján. A főbb szerepekben Emilia Clarke, Jack Huston, Sophie Lowe, Austin Hébert, Karl Glusman, Chris Mulkey, Omar Miller, Kevin Dunn, Thora Birch és Johnny Knoxville látható.
Amerikában 2021. május 7-én mutatták be a mozikban. Magyarországon 2024. június 20-án mutatta be a Filmcafé.

## Cselekmény
Susan Smith drogfüggő, aki bántalmazó barátjával, Cash-szel és két kislányával él egy lepukkant lakókocsiban a Kentucky állambeli Pikeville-ben. Találkozik egy ambiciózus újonc ügynökkel, akit egy FBI kirendeltségre osztottak be, és Susan informátornak szerződteti egy nagy horderejű ügyhöz. Susan azt hiszi, a balszerencséje végre megváltozik, de ahogy kapcsolatuk elmélyül, úgy nő a veszély is, és elindul a bizalmatlanság, az árulás és az erőszak lefelé tartó hullámvasútja, amely az FBI történetének egyik leghírhedtebb bűntényéhez vezet.

## Szereplők
| Szerep        | Színész              | Magyar hang         |
| ------------- | -------------------- | ------------------- |
| Susan Smith   | Emilia Clarke        | Molnár Ilona        |
| Mark Putnam   | Jack Huston          | Baráth István       |
| Kathy Putnam  | Sophie Lowe          | Pánics Lilla        |
| Joe-Bea       | Karl Glusman         |                     |
| Jolene        | Thora Birch          |                     |
| Cash          | Johnny Knoxville     | Bozsó Péter         |
| Rufus         | Brian Lee Franklin   |                     |
| Randy McCoy   | Austin Hébert        | Penke Bence         |
| Bones         | Luke Spencer Roberts | Molnár Levente      |
| Bob Singer    | Kevin Dunn           | Földes Tamás        |
| Todd Eason    | Chris Mulkey         | Barabás Kiss Zoltán |
| Denver Rhodes | Omar Benson Miller   |                     |
| Georgia Beale | Brittany O’Grady     |                     |

### Magyar változat
- Magyar szöveg: Lajkó Krisztina
- Hangmérnök és vágó: Bederna László
- 'Vágó: Pilipár Éva
- Gyártásvezető: Vigvári Ágnes
- Szinkronrendező: Orosz Ildikó
- Produkciós vezető: Witzenleiter Kitti

A szinkront a Direct Dub Studios készítette el.

## A film készítése
A filmet a 2016-os cannes-i fesztiválon jelentették be. A rendezői székbe Philip Noyce került, a film két főszereplője pedig Emilia Clarke és Jack Huston lett. A forgatás 2016. május 24-én kezdődött a Kentucky állambeli Lexingtonban. Omar Benson Miller 2016. május 25-én kapta meg a szereposztást, május 27-én Thora Birch és Johnny Knoxville is csatlakozott a stábhoz, számos más mellékszereplő mellett. A forgatás Kentucky középső és keleti részén − Lexingtonban, Fayette megyében, valamint Bourbon és Harlan megyében zajlott 2016-ban.

## Bemutató
Először 2019. június 20-án jelent meg az Egyesült Arab Emírségekben. Az Amerikai Egyesült Államokban és VOD-on 2021. május 7-én mutatta be a Lionsgate.